# Salamat Sadikova
Salamat Sadikova (în kîrgîză Саламат Садыкова, în arabă سلامات صاديقوف; de asemenea cunoscută ca Sadykova sau Sadicova; n. 28 septembrie 1956, Regiunea Batken, Kârgâzstan) este o cântăreață de muzică folclorică și conducătoare a consiliului de coordonare al Partidului El-Ene (națiunea mamă) din Kârgâzstan. Considerată pe scară largă ca o comoară națională, ea este adesea supranumită ca „Vocea Kârgâzstanului”, care este și numele unuia dintre albumele sale.

## Carieră
Sadikova s-a confruntat inițial cu multe prejudecăți ca femeie care a cântat în zona conservatoare de sud a fostei Republici Socialiste Sovietice Kirghize. Cu toate acestea, ea a devenit în cele din urmă conducătoarea ansamblului național de muzică și dans popular kirghiz „Kambarkan”.
Ea a primit numeroase premii, printre care titlul de Artist al Poporului din Kârgâzstan și de „Artist Emerit al Republicii Kazahstan”, Câștigător al Premiului de Stat din Toktogul⁠(d), Deținător al titlului de Maestru Mondial al Muzicii, Coreea.
Primul ei CD împreună cu ansamblul „Kambarkan” a fost lansat în Japonia în timpul turneelor acestora prin toată Japonia. Ea a produs și lansat un CD cu muzica ei în Statele Unite ale Americii, cu sprijinul lui Mark A. Humphrey, care este etnomuzicolog la UCLA.

### Spectacole
Sadikova a cântat — solo și cu ansamblul „Kambarkan” — în toată Asia Centrală, inclusiv la festivalul internațional de muzică Sharq Taronalari (Melodii orientale) din Samarkand, Uzbekistan. De asemenea, a cântat în diferite țări din afara Asiei Centrale, inclusiv în Belgia, China, Franța, Germania, Italia, Japonia, Coreea, Țările de Jos, Rusia, Spania, Turcia și Statele Unite.
În 2003, a cântat la Zilele Culturii Kirghize de la Moscova. În 2006, la conferința anuală a Organizației pentru Cooperare de la Shanghai, ea a cântat în fața mai multor șefi de stat, inclusiv cei din China și Rusia. Ea s-a numărat printre cei 36 de artiști internaționali care au concertat la primul Festival mondial de maeștri ai artei și culturii – denumit „olimpiadele culturale ale artiștilor tradiționali ai lumii” – la Seul, în octombrie 2007. În 2008, ea a fost o artistă oficială de prezentare la WOMEX⁠(d) — o expoziție de muzică mondială organizată în acel an la Sevilla, Spania — și a făcut parte din programul muzical pentru „Trandafirul lumii 2008” din Rusia.

## Muzică și stil

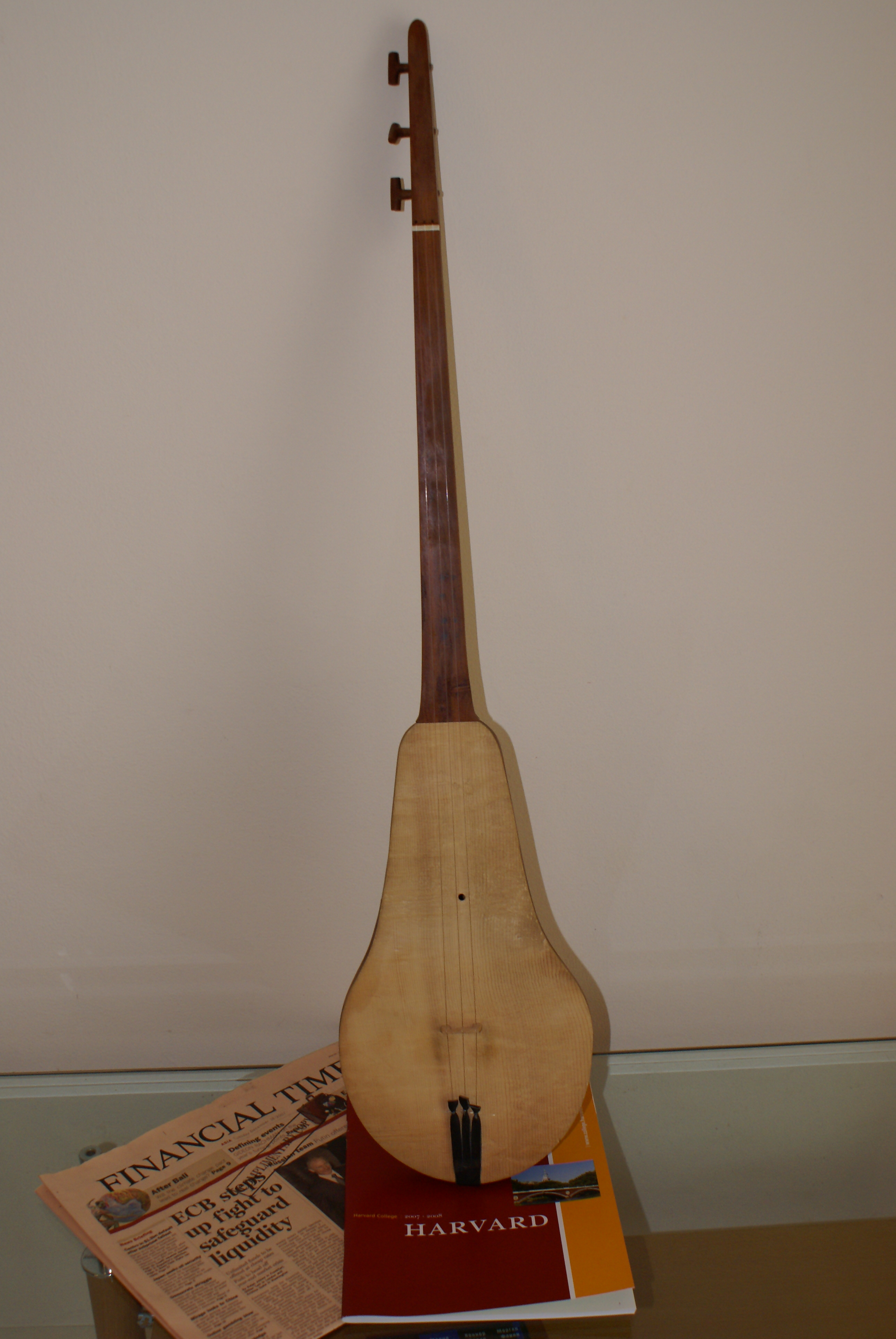
Un kirghiz, instrumentul ales de Sadikova

Sadikova interpretează vocal cântece lirice ale poporului kirghiz și se acompaniază cu lăuta kirghiză, numită Komuz⁠(d). Unele dintre cântecele ei sunt tradiționale sau au fost popularizate cu zeci de ani în urmă de Myskal Omurkanova (1915–1976), prima mare artistă kirghiză care a înregistrat muzică pe scară largă. Celelalte cântece ale ei au fost adesea scrise special pentru ea de către compozitori de top din Kârgâzstan și kazahi, cum ar fi imnul național neoficial al Kârgâzstanului, Kyrgyz Jeri (Țara Kirghiză), cu toate acestea interpretează și unele compoziții originale. După conținut și emoție, cântecele ei ar putea fi comparate cu tradiția cântecului gazel sau cu genul fado portughez.
După cum a fost tradus un citat din Plural World, Sadikova a afirmat:
„Cântecele mele țin de o dragoste și nostalgie pentru satele de munte, izolate, uitate, chiar și de glasul propriului meu pământ.”

### Cântece notabile
Următoarea listă conține câteva dintre piese populare cântate de Sadikova:
- "Esingdebi"
- "Alymkan"
- „Кыргыз жерим” (Kyrgyz Jeri)
- „Гүлгүн Жаш”
- "Ay nuru" (lumina lunii)
- „Qïzïl gül” (Floarea roșie)[nefuncțională – arhivă]

## Turnee
În 2008 și 2009, Sadikova a avut mai multe turnee de concerte la Moscova, în Ucraina, Germania, Țările de Jos, Spania, Belgia, Coreea de Sud și Taiwan.
- WOMEX 2008 - Sevilla, Spania
- Festivalul Roza Mira - Moscova
- Maestrul mondial al muzicii – Coreea de Sud în 2007 și 2009
- Festivalul internațional de muzică și cântec popular Hengchun – Taiwan
- Festivalul Internațional de Muzică și Dans „Svirzh” – Ucraina
- Concerte în turneu în Japonia, Germania, Turcia, Olanda, Belgia
- 2 concerte solo în Oman – Muscat și Salalah, în cadrul evenimentelor culturale ale Ministerului Turismului din Oman din februarie 2010

## Recepție critică
Michael Heumann, în revista online Stylus Magazine, a scris următoarele despre Sadikova:
„Pe lista cu marile cântărețe din perioada înregistrărilor muzicale – Billie Holiday, Sandy Denny⁠(d), Aretha Franklin, Edith Piaf și așa mai departe – adăugați încă un nume: Salamat Sadikova. N-ați auzit niciodată de ea? Nu ești singur. Recunoașterea numelui ei nu este ușoară pentru nimeni din Kârgâzstan, cea mai îndepărtată și izolată dintre fostele republici sovietice din Asia Centrală. Dar ... Sadikova este acea artistă rară care poate transformă cea mai simplă muzică în ceva cu adevărat magic.”